# Dalbergia davidii
Espèce
Statut de conservation UICN

 CR  : 
En danger critique
Dalbergia davidii est une espèce de plantes à fleurs de la famille des Fabaceae.

## Publication originale
- Bulletin du Muséum National d'Histoire Naturelle, Section B, Adansonia. sér. 4, Botanique Phytochimie 18: 202–204, f. 10(A–H), map. 1996.